# Société des Eaux Minérales Saint-Amand
La Société des Eaux Minérales Saint-Amand (SEMSA) est une entreprise française basée à Saint-Amand-les-Eaux, dans le Nord de la France, spécialisée dans l'embouteillage et la commercialisation d'eau en bouteille. La société possède les marques Saint-Amand, Saint-Antonin, Montcalm, Montclar, Roche des Écrins et Villers.

## Chiffres clés
- 6 marques d'eaux embouteillées : 
  - Saint-Amand (Nord) : 5 sources (eau minérale et eau de source), plus de 1,5 milliard de litres par an.
  - Saint-Antonin (Tarn-et-Garonne) : 2 sources (eau minérale), 50 millions de litres par an.
  - Montcalm (Ariège) : 2 sources (eau minérale et eau de source du massif du Montcalm), 270 millions de litres par an.
  - Montclair (Alpes-de-Haute-Provence) : 1 source (eau minérale des Alpes), 260 millions de litres par an.
  - Roche des Écrins (Hautes-Alpes) : 1 source (eau de source des Alpes), 570 millions de litres par an.
  - Villers (Belgique) : 1 site spécialisé dans la bouteille verre (eau plate, gazeuse et sodas), 190 millions de litres par an.

## Chronologie
- Novembre 2009 : Retrait de Francis Chantraine[1] de la direction opérationnelle du groupe.
- En 2012, le groupe Alma (Roxane) rachète la compagnie d'eau minérale Saint Amand. La proposition est approuvée par la commission de la concurrence le 29 juin 2012